# Geleznowia verrucosa
Geleznowia es un género monotípico de plantas  perteneciente a la familia Rutaceae. Su única especie:  Geleznowia verrucosa, es originaria de Australia Occidental.

## Descripción
Es un arbusto que alcanza un tamaño de 0.1 a 1 (-1.5) m de altura. Las flores son de color amarillo y florece en julio-octubre en suelos de arena y de grava.

## Taxonomía
Geleznowia verrucosa fue descrita  por  Porphir Kiril Nicolai Stepanowitsch Turczaninow  y publicado en Bulletin de la Société Impériale des Naturalistes de Moscou 22(3): 13, en el año 1849.
Sinonimia
- Eriostemon geleznowii F.Muell. basónimo
- Eriostemon sandfordii F.Muell.
- Geleznowia calycina Benth.
- Geleznowia macrocarpa Benth.[3]
- Sanfordia calycina J.Drumm. ex Harv.[4]